# Zahar (editora)
A Zahar é uma editora brasileira de livros. Foi fundada no Rio de Janeiro em 1985 por Jorge Zahar, um dos primeiros editores de livros de ciências sociais no país.
Sua história remonta a 1956 com a fundação da Zahar Editores. Foi inaugurada oficialmente em 1957 pelos irmãos, Lucien, Jorge e Ernesto Zahar, cuja sociedade se dissolveu na década de 1970.
Em 1985 foi dado início a uma nova editora denominada Jorge Zahar Editor. Em 2010, a editora passou a operar sob o nome de Zahar. Em outubro de 2019, o grupo Companhia das Letras assumiu o controle da Zahar.